# Карманери
Кармане́ри (рос. Карманеры, марій. Карманер) — присілок у складі Гірськомарійського району Марій Ел, Росія. Входить до складу Пайгусовського сільського поселення.

## Населення
Населення — 19 осіб (2010; 23 у 2002).
Національний склад (станом на 2002 рік):
- гірські марійці — 100 %